# Адміністративний устрій Павлоградського району
Адміністративний устрій Павлоградського району — адміністративно-територіальний поділ Павлоградського району Дніпропетровської області на 4 сільські громади та 1 сільську раду, які об'єднують 39 населених пунктів та підпорядковані Павлоградській районній раді. Адміністративний центр — місто Павлоград, яке має статус міста обласного значення, тому не входить до складу району.

## Список громадПавлоградського району
- Богданівська сільська громада
- Вербківська сільська громада
- Межиріцька сільська громада
- Троїцька сільська громада

## Список радПавлоградського району
| № | Назва                      | Центр       | Населені пункти | Площа км² | Місце за площею | Населення (2001), чол. | Місце за населенням |
| - | -------------------------- | ----------- | --------------- | --------- | --------------- | ---------------------- | ------------------- |
| 1 | Богуславська сільська рада | c. Богуслав | c. Богуслав     |           |                 |                        |                     |